# PSPad
PSPad és un editor de text gratuït i un editor de codi font que s'utilitzen per als programadors. Publicat per primera vegada el 2001, aquest programari és produït per un sol desenvolupador txec, Jan Fiala, per a la plataforma Windows.
PSPad té moltes funcions orientades al desenvolupament de programari, com ara el ressaltat de sintaxi i l'edició hexadecimal, i està dissenyat com una GUI universal per editar molts idiomes, inclosos PHP, Perl, HTML, Java, etc. Integra l'ús de molts formats de projecte per gestionar i guardar diversos fitxers. El PSPad també edita textos codificats per UTF-8. Altres característiques inclouen l'autoompleció, les pestanyes, el client FTP i la cerca/substitució mitjançant expressions regulars.
La interfície PSPad es basa en el MDI amb pestanyes per editar diversos fitxers i una millor obertura de la manipulació de documents.
El programari està empaquetat a punt per executar, de manera que no cal executar cap instal·lador, i és semi portàtil.